# Freycenet-la-Tour
Freycenet-la-Tour ist eine französische Gemeinde mit 114 Einwohnern (Stand: 1. Januar 2022) im Département Haute-Loire in der Region Auvergne-Rhône-Alpes (vor 2016 Auvergne); sie gehört zum Arrondissement Le Puy-en-Velay und zum Kanton Mézenc. 

## Geographie
Die Gemeinde Freycenet-la-Tour liegt im Zentralmassiv, etwa 20 Kilometer südöstlich von Le Puy-en-Velay.

### Nachbargemeinden
Umgeben wird Freycenet-la-Tour von den Nachbargemeinden Laussonne im Norden, Moudeyres im Notdosten und Osten, Les Estables im Osten und Südosten, Freycenet-la-Cuche im Süden sowie Le Monastier-sur-Gazeille im Südwesten und Westen.

## Bevölkerungsentwicklung
| Jahr                       | 1962 | 1968 | 1975 | 1982 | 1990 | 1999 | 2006 | 2013 | 2020 |
| Einwohner                  | 303  | 270  | 224  | 184  | 152  | 146  | 131  | 100  | 109  |
| Quellen: Cassini und INSEE |      |      |      |      |      |      |      |      |      |

## Wirtschaft
Im Nordosten der Gemeinde stehen drei Windkraftanlagen auf über 1200 Meter über dem Meer als Teil eines größeren Windparks.

## Sehenswürdigkeiten
- Kirche Saint-Nicolas, Monument historique seit 1969

|  |